# Rhamphomyia minutissima
Rhamphomyia minutissima är en tvåvingeart som beskrevs av Saigusa 1964. Rhamphomyia minutissima ingår i släktet Rhamphomyia och familjen dansflugor. Inga underarter finns listade i Catalogue of Life.